# Giro del Belgio 1974
Il Giro del Belgio 1974, cinquantottesima edizione della corsa, si svolse in cinque tappe, precedute da un cronoprologo iniziale, tra il 14 e il 19 aprile 1974, per un percorso totale di 927,7 km e fu vinto dal belga Roger Swerts.

## Tappe
| Tappa  | Data      | Percorso                        | km    | Vincitore di tappa              | Leader cl. generale |
| ------ | --------- | ------------------------------- | ----- | ------------------------------- | ------------------- |
| Prol.  | 14 aprile | Knokke > Heist (Cron. a coppie) | 7,6   | Ferdinand Bracke Frans Verbeeck |                     |
| 1ª     | 15 aprile | Heist > Florennes               | 224   | Dirk Baert                      |                     |
| 2ª     | 16 aprile | Florennes > Heverlee            | 194   | Freddy Maertens                 |                     |
| 3ª     | 17 aprile | Heverlee > Saint-Vith           | 189   | Freddy Maertens                 |                     |
| 4ª     | 18 aprile | Saint-Vith > Bioul              | 180   | Freddy Maertens                 |                     |
| 5ª-1ª  | 19 aprile | Bioul > Wezembeek               | 110   | Julien Stevens                  |                     |
| 5ª-2ª  | 19 aprile | Wezembeek (Cron. individuale)   | 23,1  | Ferdinand Bracke                | Roger Swerts        |
| Totale | Totale    | Totale                          | 927,7 |                                 |                     |

## Dettagli delle tappe

### Prologo
- 14 aprile: Ostenda – Cronometro a coppie – 8 km

Risultati
| Pos. | Corridore                         | Squadra   | Tempo  |
| ---- | --------------------------------- | --------- | ------ |
| 1    | Ferdinand Bracke & Frans Verbeeck | Watney    | 10'08" |
| 2    | Roger Swerts & Willy Govaerts     | Ijsboerke | a 13"  |
| 3    | Joseph Bruyère & Jacques Martin   | Molteni   | a 16"  |

### 1ª tappa
- 15 aprile: Ostenda > Zottegem – 193,5 km

Risultati
| Pos. | Corridore         | Squadra   | Tempo    |
| ---- | ----------------- | --------- | -------- |
| 1    | Dirk Baert        | M.I.C.    | 5h15'00" |
| 2    | Freddy Maertens   | Carpenter | s.t.     |
| 3    | Walter Planckaert | Watney    | s.t.     |

### 2ª tappa
- 16 aprile: Florennes > Heverlee – 194 km

Risultati
| Pos. | Corridore       | Squadra    | Tempo    |
| ---- | --------------- | ---------- | -------- |
| 1    | Freddy Maertens | Carpenter  | 5h18'00" |
| 2    | Frans Verbeeck  | Watney     | s.t.     |
| 3    | Wim De Waal     | TI-Raleigh | s.t.     |

### 3ª tappa
- 17 aprile: Heverlee > Saint-Vith – 189 km

Risultati
| Pos. | Corridore         | Squadra   | Tempo    |
| ---- | ----------------- | --------- | -------- |
| 1    | Freddy Maertens   | Carpenter | 4h53'00" |
| 2    | Joseph Bruyère    | Molteni   | s.t.     |
| 3    | Walter Planckaert | Watney    | s.t.     |

### 4ª tappa
- 18 aprile: Saint-Vith > Bioul – 180 km

Risultati
| Pos. | Corridore       | Squadra   | Tempo    |
| ---- | --------------- | --------- | -------- |
| 1    | Freddy Maertens | Carpenter | 4h47'00" |
| 2    | Frans Verbeeck  | Watney    | s.t.     |
| 3    | Karel Rottiers  | Molteni   | s.t.     |

### 5ª tappa-1ª semitappa
- 19 aprile: Bioul > Wezembeek – 110 km

Risultati
| Pos. | Corridore       | Squadra   | Tempo    |
| ---- | --------------- | --------- | -------- |
| 1    | Julien Stevens  | Ijsboerke | 2h32'00" |
| 2    | Georges Pintens | M.I.C.    | s.t.     |
| 3    | Henk Poppe      | Frisol    | a 9"     |

### 5ª tappa-2ª semitappa
- 19 aprile: Wezembeek – Cronometro individuale – 23,1 km

Risultati
| Pos. | Corridore        | Squadra   | Tempo  |
| ---- | ---------------- | --------- | ------ |
| 1    | Ferdinand Bracke | Watney    | 31'10" |
| 2    | Roger Swerts     | Ijsboerke | a 2"   |
| 3    | Dirk Baert       | M.I.C.    | a 36"  |

## Classifiche finali

### Classifica generale
| Pos. | Corridore         | Squadra    | Tempo     |
| ---- | ----------------- | ---------- | --------- |
| 1    | Roger Swerts      | Ijsboerke  | 23h16'21" |
| 2    | Ronald De Witte   | Carpenter  | a 47"     |
| 3    | Ferdinand Bracke  | Watney     | a 48"     |
| 4    | Tino Tabak        | TI-Raleigh | a 1'50"   |
| 5    | René Pijnen       | TI-Raleigh | a 1'56"   |
| 6    | Walter Planckaert | Watney     | a 2'32"   |
| 7    | Wilfried David    | Carpenter  | a 2'33"   |
| 8    | Marc Demeyer      | Carpenter  | a 3'20"   |
| 9    | Dirk Baert        | MIC        | a 4'25"   |
| 10   | Ludo Vanderlinden | Ijsboerke  | a 5'41"   |

### Classifica a punti
| Pos. | Corridore       | Squadra   | Punti |
| ---- | --------------- | --------- | ----- |
| 1    | Freddy Maertens | Carpenter | ?     |

### Classifica a squadre
| Pos. | Squadra            | Tempo |
| ---- | ------------------ | ----- |
| 1    | Carpenter-Flandria | ?     |